# Groen assenkruis Holtenbroek
Het Groen Assenkruis Holtenbroek is een park in de wijk Holtenbroek in de Nederlandse stad Zwolle. Het ligt in het midden van de wijk Holtenbroek en bestaat uit vier delen die samen een kruis vormen.
Het park bestaat uit vier delen in de vier windrichtingen met een vijver als middelpunt. Het zuidelijk is de toegang tot de wijk en bestaat uit een singel langs het water. Het westelijk deel (in de richting van het Zwarte Water is een groot speelgebied. Het oostelijk deel (richting de wijk Aa-landen), bezit voorzieningen voor de oudere jeugd: trapveldjes, verharde basketbalvelden en een skatebaan. Het noordelijk deel is parkachtig en loopt naar het landschap rond Zwolle Noord.
Archenaultplantsoen · Azaleapark · Badhuiswal - Noordereiland · Broerenkerkplein · De Dobbe · Engelse Werk · Groen assenkruis Holtenbroek · Ittersumerpark · Van Nahuysplein · Nooterhof · Oldenelerpark · Park Aa-landen · Park Eekhout · Park Gerenbroek · Park Gerenlanden · Park Hogenkamp · Park Ittersumerlanden · Park de Wezenlanden · Ter Pelkwijkpark · Twistvlietpark · Potgietersingel · Prins Clauspark · Schellerpark · Stinspark · Oude Weteringzone · Wijkpark Berkum · Zwarte waterpark Holtenbroek · Zwarte waterpark Stadshagen